# Douglass North
Douglass Cecil North, född 5 november 1920 i Cambridge, Massachusetts, död 23 november 2015 i Benzonia, Benzie County, Michigan, var en amerikansk nationalekonom som belönades med Sveriges Riksbanks pris i ekonomisk vetenskap till Alfred Nobels minne 1993 för sitt arbete inom ekonomisk historia. Han var mest känd för boken Västerlandets uppgång (The Rise of the Western World) som för fram institutioner som anledningen till den historiskt extraordinära ekonomiska tillväxten i Västeuropa sedan 1500-talet. Med institutioner menas bland annat äganderätt, förutsägbart skatteuttag och statligt skydd av näringsfriheten.

## Utmärkelser
- Ekonomie hedersdoktor vid Handelshögskolan i Stockholm (ekon. dr. h.c.) 1994